# Santuario di Nostra Signora del Rimedio
Il santuario di Nostra Signora del Rimedio è un edificio religioso situato ad Orosei, centro abitato della Sardegna centro-orientale. È consacrato al culto cattolico e fa parte della parrocchia di San Giacomo Maggiore, diocesi di Nuoro.
Edificato nel Cinquecento, fu ampliato e modificato alla fine dell'Ottocento.
Il santuario, che è circondato da numerose cumbessias, è sede di preghiera e vita comunitaria durante l'omonima novena che si svolge tutti gli anni nel mese di settembre.

## Galleria d'immagini

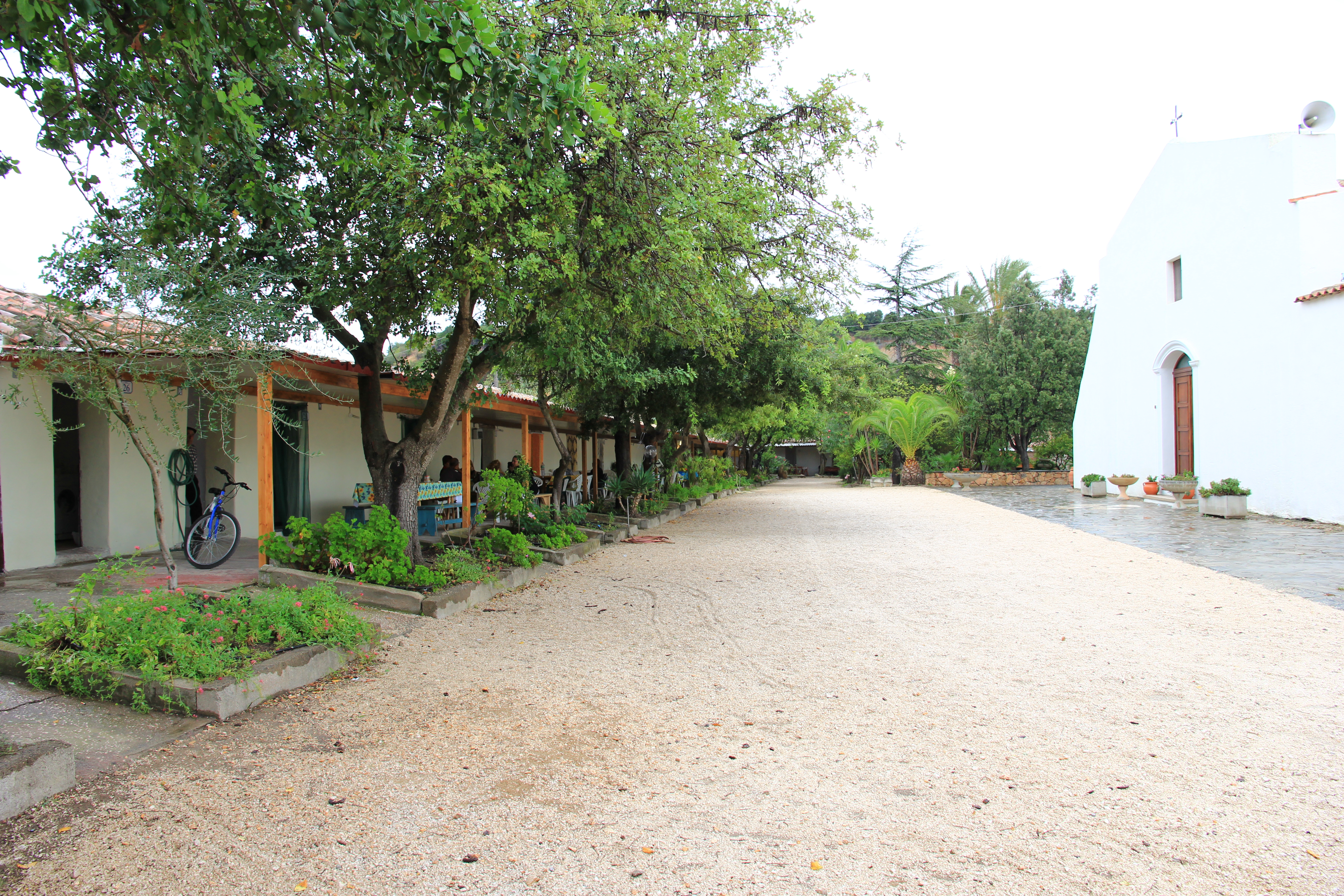
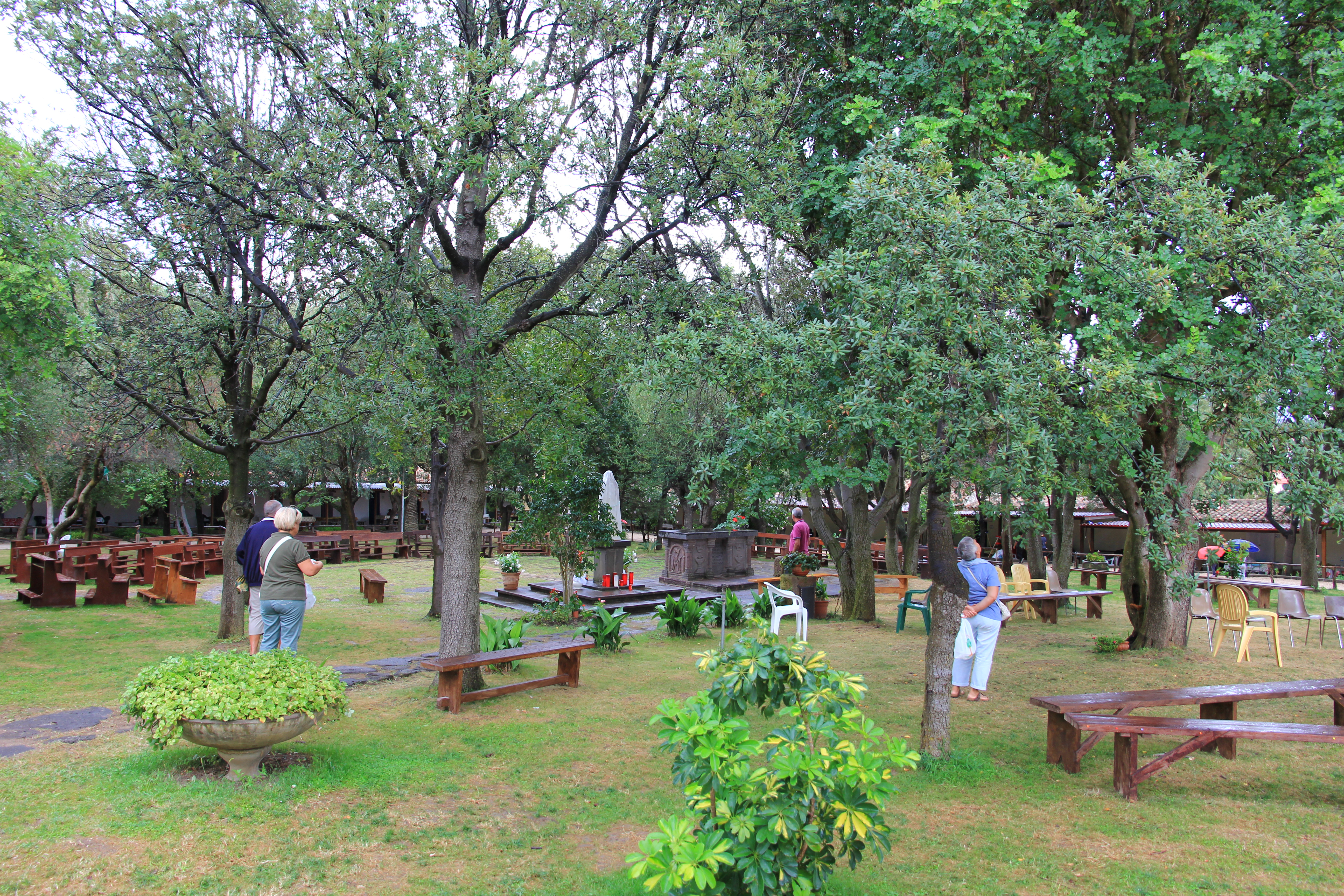